# Kova Rea
Kova Rea – francuski aktor, piosenkarz i tancerz.

## Filmografia

### Aktor
- 2018: Soviet Suprem: Couic Couic
- 2018: Bliscy wrogowie
- 2022: Królowa - Corentin